# Sergio Castellanos
Sergio Castellanos (nascut el 4 de juliol de 2000) és un actor espanyol de teatre, cinema i televisió. Va debutar a televisió el 2008 i fou conegut a televisió per fer de Maxi Iglesias quan era petit a la sèrie Los protegidos. El seu paper més destacat és el de Valerio Huertas en la sèrie original de Movistar+ La peste, dirigida per Alberto Rodríguez Librero, paper pel que el 2019 fou nominat al Premi Unión de Actores al millor actor revelació.

## Cinema

### Llargmetratges
- Malasaña 32, com Pepe - Dir. Albert Pintó (2020)
- Tu hijo, com Raúl - Dir. Miguel Ángel Vivas (2018)
- El árbol de la sangre, com Marc (adolescent) - Dir. Julio Medem (2018)
- Todos lo saben, com Felipe - Dir. Asghar Farhadi (2018)

### Curtmetratges
- Fe, como Rafael - Dir. Juan de Dios Garduño (2017)
- Todos los niños lo hacen, com Mario - Dir. Mónica Negueruela (2015)
- Los Cachorros - Dir. Guillermo Magariños (2014)
- 8, coo Fill - Dir. Raúl Cerezo (2011)

## Televisió
| 2018-actualitat | La peste                  | Movistar+ | Valerio Huertas        | Principal |
| 2012            | Toledo, cruce de destinos | Antena 3  |                        | Episòdic  |
| 2011            | Los protegidos            | Antena 3  | Víctor Izquierdo (nen) | Recurrent |
| 2008            | Impares                   | Antena 3  |                        | Episòdic  |